# Супруненко Микола Іванович
Мико́ла Іва́нович Супруне́нко (*5 (17) лютого 1900, Полтава — † 11 вересня 1984, Київ) — український радянський історик, доктор історичних наук (з 1953 року), професор (з 1955 року), член-кореспондент (з 1958 року) і дійсний член (з 17 березня 1972 року) АН УРСР. Член ВКП(б) з 1925 року.

## Біографія
Народився 5 (17 лютого) 1900 року у Полтаві у робітничій сім'ї. Брав участь у Громадянській війні. З 1921 року на громадській, потім на партійній роботі. Член ВКП(б) з 1925 року. 1937 року закінчив Інститут червоної професури при ВУЦВК (Харків, Київ). У 1937–1941 роках працював в Інституті історії України АН УРСР (з 1953 року — Інститут історії АН УРСР) ученим секретарем, у 1941–1954 роках — старшим науковим співробітником, у 1955–1984 роках — завідувачем відділом.

Могила Миколи Супруненка

Жив в Києві по вулиці Коцюбинського, 9, квартира 3. Помер 11 вересня 1984 року. Похований в Києві на Байковому кладовищі.

## Відзнаки
Заслужений діяч науки УРСР (з 1968 року). Лауреат Державної премії УРСР у галузі науки і техніки (присуджено 25 грудня 1969 року за двотомну працю «Перемога Великої Жовтневої соціалістичної революції на Україні»; у співавторстві).
Народжений двома орденами «Знак Пошани» (1944, 1954), орденом Трудового Червоного Прапора (1967), Почесною Грамотою Верховної Ради УРСР, Грамотою Президії Верховної Ради УРСР (1970).

## Праці
Автор праць з новітньої історії України; зокрема доби 1917—1920 років, написаних на основі джерельних матеріалів, але обмежених офіційною партійно-радянською доктриною. Опублікував понад 170 наукових праць. Головні з них:
- «Розгром денікінщини на Україні» (1942),
- «Україна в період іноземної воєнної інтервенції і громадянської війни 1918—1920 pp.» (1951, друге видання — 1961),
- «Украина в Великой Отечественной войне Советского Союза 1941—1945» (1956),
- «Очерки истории гражданской войны и иностранной военной интервенции на Украине 1918—1920» (1966).
- «Історія України. Короткий курс» (1941, спільно з С. Белоусовим, К. Гуслистим, Ф. Ястребовим, М. Петровським).